# Liste der Kulturdenkmale in Chemnitz-Harthau
In der Liste der Kulturdenkmale in Chemnitz-Harthau sind die Kulturdenkmale des Chemnitzer Stadtteils Harthau verzeichnet, die bis Februar 2022 vom Landesamt für Denkmalpflege Sachsen erfasst wurden (ohne archäologische Kulturdenkmale). Die Anmerkungen sind zu beachten.
Diese Aufzählung ist eine Teilmenge der Liste der Kulturdenkmale in Chemnitz.

## Liste der Kulturdenkmale in Chemnitz-Harthau
| Bild                                    | Bezeichnung | Lage                                                                  | Datierung | Beschreibung | ID       |
| --------------------------------------- | --- | --------------------------------------------------------------------- | --- | --- | -------- |
| Weitere Bilder                          | Gaststätte Waldhaus | Am Hahnberg 40 (Karte)                                                | Um 1930 | Historisches Ausflugslokal, traditionalistischer Holzbau auf Schiefersockel, ortsgeschichtlich von Bedeutung | 09203923 |
|                                         | Wohnhaus | Am Harthauer Bahnhof 2 (Karte)                                        | Bezeichnet mit 1840 | Einfacher ländlicher Wohnbau mit sichtbarer Fachwerkkonstruktion im Obergeschoss, markantes Schopfwalmdach, baugeschichtlich von Bedeutung | 09204851 |
|                                         | Wohnhaus | Am Harthauer Bahnhof 12 (Karte)                                       | 1836 laut Auskunft | Einfacher ländlicher Wohnbau mit sichtbarer Fachwerkkonstruktion im Obergeschoss, baugeschichtlich von Bedeutung | 09204850 |
| Weitere Bilder                          | Wohnhaus | Am Schindlerberg 3 (Karte)                                            | 2. Drittel 19. Jahrhundert | Ländliches Wohnhaus mit unter Schieferverkleidung erhaltener Fachwerkkonstruktion im Obergeschoss, baugeschichtlich von Bedeutung | 09204834 |
| Weitere Bilder                          | Wohnhaus | Am Schindlerberg 5 (Karte)                                            | 2. Viertel 19. Jahrhundert | Kleines ländliches Wohnhaus mit unter Verkleidung erhaltener Fachwerkkonstruktion im Obergeschoss in landschaftsprägender Lage, baugeschichtlich von Bedeutung | 09203925 |
| Weitere Bilder                          | Rathaus mit Vorgarten und Einfriedung | Annaberger Straße 336 (Karte)                                         | Um 1920 | Repräsentativer Kommunalbau, zurückhaltend in den Einzelformen, aber aufwendig in der Massengliederung, mit beherrschendem Uhrturm, baugeschichtlich und ortsgeschichtlich und ortsgeschichtlich von Bedeutung | 09204828 |
| Weitere Bilder                          | Wohnanlage, bestehend aus drei freistehenden Mietshäusern, mit dazugehörigen Nebengebäuden und Garten (Schäfersche Kammgarnspinnerei)                                 | Annaberger Straße 340, 342, 344 (Karte)                               | Ende 19. Jahrhundert | Klinkerbauten, einheitliche gründerzeitliche Werkswohnungsanlage von zurückhaltender, jedoch anspruchsvoller Gestaltung analog zu den Verwaltungsgebäuden der Fabrik, guter Erhaltungszustand, baugeschichtlich und ortsentwicklungsgeschichtlich von Bedeutung | 09204831 |
| Weitere Bilder                          | Fabrikantenwohnhaus der ehemaligen Eisengießerei Richter | Annaberger Straße 346 (Karte)                                         | 1861 | Letztes bauliches Zeugnis einer der bedeutenden Industrieanlagen der Stadt Chemnitz, von ortsgeschichtlichem Wert. Gebäude im Januar 2022 durch einen Dachstuhlbrand komplett ausgebrannt. Zugehörige Gießereihalle abgerissen (siehe Ehemalige Denkmäler). | 09204848 |
| Weitere Bilder                          | Fabrik mit zwei Verwaltungsgebäuden, Shedhallen, Werkstattgebäude und Schornstein (Schäfersche Kammgarnspinnerei)                                                     | Annaberger Straße 348 (Karte)                                         | 1874–1890 (Spinnsaal Gebäude A); 1885 (Kontorhaus Gebäude B, Versandhaus Gebäude C, Schornstein und Werkstatt Gebäude E)         | Eine der bedeutendsten historischen Industrieanlagen in Chemnitz, erster großer Shedhallenkomplex in Sachsen, in ihrer architektonischen Geschlossenheit beeindruckende Gesamtanlage, ortsgeschichtlich, technikhistorisch und baugeschichtlich von Bedeutung | 09204830 |
|                                         | Wohnhaus | Annaberger Straße 368 (Karte)                                         | 2. Drittel 19. Jahrhundert | Kleiner ländlicher Wohnbau, sichtbare Fachwerkkonstruktion im Obergeschoss, Portal mit Porphyrgewänden, baugeschichtlich von Bedeutung | 09204809 |
|                                         | Villa mit Teilen des Gartens und Einfriedung | Annaberger Straße 375 (Karte)                                         | Ende 19. Jahrhundert | Stattlicher gründerzeitlicher Villenbau mit differenzierter Fassadengliederung in gutem Erhaltungszustand, baugeschichtlich von Bedeutung | 09204826 |
|                                         | Schützenhaus | Annaberger Straße 380 (Karte)                                         | Um 1900 | Vereinshaus eines Schützenvereins, charakteristischer gründerzeitlicher Fachwerkbau mit Ziegelausfachung, weitestgehend unverändert, ortsgeschichtlich von Bedeutung | 09204820 |
| Direkt Bild zu diesem Denkmal hochladen | Brecherhaus für die Bearbeitung von Bruchstein | Annaberger Straße 380 (bei) (Karte)                                   | Um 1900 | Funktionsgebäude des ehemals an dieser Stelle befindlichen Steinbruchs, seltener Vertreter seiner Gattung, technikgeschichtlich von Bedeutung | 09204819 |
|                                         | Villa Schäfer mit Garten und Einfriedung | Annaberger Straße 451 (Karte)                                         | Ende 19. Jahrhundert | Ehemaliges Direktorenwohnhaus der Schäferschen Kammgarnspinnerei, repräsentativer Wohnbau in sehr gutem Erhaltungszustand, bedeutsam im Zusammenhang mit der gegenüberliegenden Fabrikanlage, baugeschichtlich und ortsgeschichtlich von Bedeutung | 09204829 |
| Weitere Bilder                          | Lutherkirche Chemnitz-Harthau mit Bergfriedhof (Sachgesamtheit) | Annaberger Straße 469 (Karte)                                         | 1904 Gründung | Sachgesamtheit Lutherkirche Chemnitz-Harthau mit Bergfriedhof, mit folgenden Einzeldenkmalen sowie gärtnerisch gestalteter Friedhofsanlage des Bergfriedhofs (Gartendenkmal) und die Kirche umgebender Grünanlage (Sachgesamtheitsteil): - Kirche mit Lutherdenkmal (siehe 09204853) - sowie dahinter liegender Bergfriedhof mit Kapelle, drei Grabmalen und Portal (siehe 09204854) Hochwertiger Kirchenbau mit die Umgebung beherrschendem Westturm, akzentuierende Gliederung durch Terrakotta-Reliefs, Innenausstattung vollständig erhalten, gartenkünstlerisch interessant gestalteter Friedhof, Kirche ortsgeschichtlich, ortsbildprägend und baugeschichtlich von Bedeutung.                                                       | 09302526 |
| Weitere Bilder                          | Lutherkirche mit Ausstattung und Lutherdenkmal am Kirchturm (Einzeldenkmale der Sachgesamtheit 09302526)                                                              | Annaberger Straße 469 (Karte)                                         | 1906–1908 | Einzeldenkmale der Sachgesamtheit Lutherkirche Chemnitz-Harthau mit Bergfriedhof; hochwertiger Kirchenbau mit die Umgebung beherrschendem Westturm, akzentuierende Gliederung durch Terrakotta-Reliefs, Innenausstattung vollständig erhalten, ortsgeschichtlich, ortsbildprägend und baugeschichtlich von Bedeutung | 09204853 |
| Weitere Bilder                          | Friedhofskapelle, drei Grabmale und Portal des Bergfriedhofes (Einzeldenkmale der Sachgesamtheit 09302526)                                                            | Annaberger Straße 469 (Karte)                                         | 1904 (Gründung des Friedhofs); 1905 (Kapelle); um 1905 (Grabmal); um 1910 (Grabmal); um 1930 (Grabmal)                           | Einzeldenkmale der Sachgesamtheit Lutherkirche Chemnitz-Harthau mit Bergfriedhof; historische Friedhofsanlage auf annähernd rechteckiger Grundfläche in abfallendem Gelände, rechteckiges Wegesystem mit altem Hecken- und Baumbestand, Kapelle in reduzierten Jugendstilformen, ortsgeschichtlich und baugeschichtlich von Bedeutung | 09204854 |
| Weitere Bilder                          | Mietshaus in offener Bebauung, mit seitlichem Einfahrtstor zum Grundstück                                                                                             | Annaberger Straße 473 (Karte)                                         | Bezeichnet mit 1906 | Qualitätvoller Mietsbau mit bewegter Massengruppierung, ländliche Ziermotive, markante Eckausbildung, originale Putzgliederung, baugeschichtlich von Bedeutung | 09204833 |
|                                         | Wohnhaus | Annaberger Straße 481 (Karte)                                         | 2. Viertel 19. Jahrhundert | Frei stehendes Wohnhaus mit charakteristischem Mansarddach und erhaltener Fachwerkkonstruktion im ersten Obergeschoss (verkleidet), baugeschichtlich von Bedeutung | 09204806 |
|                                         | Mietshaus in halboffener Bebauung in Ecklage | Annaberger Straße 485 (Karte)                                         | Um 1920 | Qualitätvoller Mietsbau in markanter städtebaulicher Situation, baugeschichtlich von Bedeutung | 09204807 |
|                                         | Turnhalle | Annaberger Straße 497a (Karte)                                        | 1913 | Außen und innen weitgehend original erhaltener historischer Turnhallenbau mit mächtigem, von Laterne bekröntem Walmdach, ortsgeschichtlich von Bedeutung | 09204811 |
| Weitere Bilder                          | Wohnhaus mit rückwärtigem Nebengebäude | Annaberger Straße 501 (Karte)                                         | 2. Drittel 19. Jahrhundert | Ortstypischer Wohnbau mit mächtigem Schopfwalmdach und erhaltener Fachwerkkonstruktion im Obergeschoss, baugeschichtlich von Bedeutung | 09204810 |
| Weitere Bilder                          | Wohnstallhaus | Harthauer Straße 11 (Karte)                                           | 1. Hälfte 19. Jahrhundert | Kleines Bauernhaus mit unter Verkleidung erhaltener Fachwerkkonstruktion im Obergeschoss, baugeschichtlich von Bedeutung | 09204845 |
|                                         | Wohnhaus | Harthauer Straße 62 (Karte)                                           | 2. Drittel 19. Jahrhundert | Einfacher ländlicher Mauerwerksbau mit hohem schiefergedecktem Satteldach, baugeschichtlich von Bedeutung | 09204846 |
| Weitere Bilder                          | Ehemaliges Kinderheim mit umgebender Gartenanlage (ehemals Geschwister-Scholl-Heim, Kinderheim Johanneum)                                                             | Hübnerweg 21, 23, 25, 27, 29, 31 (Karte)                              | 1926 | Ausgedehnte architektonische Anlage von bemerkenswerter Qualität, überwiegend massiv in Schiefer gemauert, im Heimatstil, ortsgeschichtlich und baugeschichtlich von Bedeutung | 09204852 |
|                                         | Mietshaus in offener Bebauung in Ecklage, mit Vorgarten | Joachim-Kändler-Straße 3 (Karte)                                      | Um 1905 | Zeittypischer Mietsbau mit kräftigem Fassadenrelief, baugeschichtlich von Bedeutung | 09204839 |
| Weitere Bilder                          | Alte Harthauer Kirche mit Ausstattung sowie Kirchhof mit alten Grabmalen, Gedenkstein für den Fabrikanten Heinrich Jacob Bernhard und Reste der Einfriedung           | Kirchsteig (Karte)                                                    | 1539, später überformt (Kirche); 1669 (Einfriedung); 1682 (Kanzelaltar); 1. Drittel 19. Jahrhundert (Gedenkstein); 1866 (Orgel)  | Historisch bedeutsamer Kirchenbau mit ortsbildprägendem Dachreiter, Kirchhof mit altem Baumbewuchs und wenigen aufwendig gestalteten Grabmalen sowie neu aufgestellter Gedenkstein für die Fabrikantenfamilie Bernhard, ortsgeschichtlich und baugeschichtlich von Bedeutung | 09204823 |
| Weitere Bilder                          | Ehemalige Wattefabrik mit zwei- und dreigeschossigen Produktionsgebäuden, Heizhaus, Maschinenhaus, Schornstein, Kontor- und Wohngebäude sowie Lagergebäude und Keller | Klaffenbacher Straße 2 (Karte)                                        | 3. Drittel 19. Jahrhundert (Fabrikgebäude und Lagerhaus); um 1905 (Kontor- und Wohnhaus); 2. Hälfte 19. Jahrhundert (Bergkeller) | In seiner Geschlossenheit beeindruckender, anspruchsvoll gestalteter Gewerbekomplex, alle Funktionsbauten sind erhalten, mit stadtgeschichtlicher und baugeschichtlicher Bedeutung | 09204821 |
|                                         | Wohnhaus und Scheune | Klaffenbacher Straße 6 (Karte)                                        | Bezeichnet mit 1838 (Wohnstallhaus); letztes Drittel 19. Jahrhundert (Scheune)                                                   | Ländliches Wohnhaus mit mächtigem Schopfwalmdach und erhaltener Fachwerkkonstruktion im Obergeschoss, Scheune ebenfalls unverändert, baugeschichtlich von Bedeutung | 09204822 |
| Weitere Bilder                          | Bernhardsche Spinnerei (Sachgesamtheit), Sächsische Kammgarnspinnerei                                                                                                 | Klaffenbacher Straße 45, 47, 49 (Klaffenbacher Straße 70, 72) (Karte) | Ab 1798 | Sachgesamtheit Bernhardsche Spinnerei, mit den Einzeldenkmalen: - Verwaltungsgebäude (siehe 09204879) - Spinnereikomplex mit Produktionsgebäude und Verwaltungsgebäude (siehe Klaffenbacher Straße 47, 49 – 09204878) - Arbeiterwohnhaus, später Fabrikschule (siehe Klaffenbacher Straße 70, 72 – 09204883) - und als Sachgesamtheitsteile bei Nr. 45-49 dazwischenliegender Hofraum, Vorgarten und Einfriedungsmauer sowie bei Nr. 45-49 und Nr. 70, 72 Garten Hochwertiger klassizistischer Industriekomplex, wichtiges Zeugnis aus der Frühzeit der Industrialisierung, bedeutendstes Industriedenkmal in Chemnitz, erweitert im Reformstil der Zeit um 1910, ortsgeschichtlich, technikhistorisch und baugeschichtlich von Bedeutung. | 09302696 |
|                                         | Verwaltungsgebäude einer Fabrik (Einzeldenkmal der Sachgesamtheit 09302696)                                                                                           | Klaffenbacher Straße 45 (Karte)                                       | 1916 | Einzeldenkmal der Sachgesamtheit Bernhardsche Spinnerei; repräsentativer neoklassizistischer Verwaltungsbau in gutem Erhaltungszustand, Ersatzbau für ältestes Gebäude der Bernhardschen Spinnerei, bildet mit Nr. 47 und 49 hofumschließende Gruppe, ortsgeschichtlich, technikhistorisch und baugeschichtlich von Bedeutung | 09204879 |
| Weitere Bilder                          | Produktionsgebäude und Verwaltungsgebäude eines Spinnereikomplexes (Einzeldenkmal der Sachgesamtheit 09302696)                                                        | Klaffenbacher Straße 47, 49 (Karte)                                   | 1798 Dendro (Produktionsgebäude Nr. 49); um 1803 Dendro (Verwaltungsgebäude Nr. 47)                                              | Einzeldenkmale der Sachgesamtheit Bernhardsche Spinnerei; hochwertiger klassizistischer Industriekomplex, wichtiges Zeugnis aus der Frühzeit der Industrialisierung, bedeutendstes Industriedenkmal in Chemnitz, ortsgeschichtlich, technikhistorisch und baugeschichtlich von Bedeutung | 09204878 |
| Weitere Bilder                          | Mietvilla, vermutlich Beamtenwohnhaus der benachbarten Fabrik (Klaffenbacher Straße 45–49), mit Böschungsmauer, Gartentor, Schuppen und Garten                        | Klaffenbacher Straße 60 (Karte)                                       | Ende 19. Jahrhundert | Stattlicher, anspruchsvoll gestalteter Ziegelbau, straffe Bändergliederung, weitestgehend original erhalten, baugeschichtlich von Bedeutung | 09204880 |
|                                         | Wohnhaus mit Böschungsmauer | Klaffenbacher Straße 62 (Karte)                                       | Um 1870 | Stattlicher Wohnbau mit differenzierter Fassadengliederung und repräsentativer Eingangssituation, ursprünglich wohl Teil der zur gegenüberliegenden Fabrik (Klaffenbacher Straße 45–49) gehörigen Wohnbauten Nr. 60–78, ortsgeschichtlich von Bedeutung | 09204887 |
| Weitere Bilder                          | Wohnanlage aus zwei Mietshäusern (Nr. 64/66 und Nr. 68), mit Schuppen und Garten                                                                                      | Klaffenbacher Straße 64, 66, 68 (Karte)                               | Um 1910 | Einfache, aber qualitätvolle Werkwohnungsbauten, ursprünglich Teil der zur gegenüberliegenden Fabrik (Klaffenbacher Straße 45–49) gehörigen Wohnbauten Nr. 60–78, ortsgeschichtlich von Bedeutung | 09204884 |
| Weitere Bilder                          | Arbeiterwohnhaus (zwei Hausnummern) der Bernhardschen Spinnerei, später Fabrikschule (Einzeldenkmal der Sachgesamtheit 09302696)                                      | Klaffenbacher Straße 70, 72 (Karte)                                   | Um 1800 | Einzeldenkmal der Sachgesamtheit Bernhardsche Spinnerei; markanter Fachwerkbau mit mächtigem Schopfwalmdach und charakteristischem Dachhecht, weitestgehend unverändert, Teil der ehemals zur gegenüberliegenden Fabrik (Klaffenbacher Straße 45–49) gehörigen Wohnbauten Nr. 60–78, baugeschichtlich und ortsgeschichtlich von Bedeutung | 09204883 |
| Weitere Bilder                          | Doppelmietshaus in offener Bebauung | Klaffenbacher Straße 74, 76 (Karte)                                   | Ende 19. Jahrhundert | Einfacher, aber qualitätvoller Wohnbau in Klinkermischbauweise, Teil der ehemals zur gegenüberliegenden Fabrik (Klaffenbacher Straße 45–49) gehörigen Wohngebäude Nr. 60–78, ortsgeschichtlich von Bedeutung | 09204882 |
|                                         | Mietshaus in offener Bebauung mit Stützmauer, Resten der Einfriedung und Garten                                                                                       | Klaffenbacher Straße 78 (Karte)                                       | Um 1900 | Qualitätvoller Mietsbau in Klinkermischbauweise, Teil der ehemals zur gegenüberliegenden Fabrik gehörigen Wohngebäude Nr. 60–78, baugeschichtlich von Bedeutung | 09204881 |
| Weitere Bilder                          | Wohnhaus in offener Bebauung mit Garten | Rehwiesenstraße 23 (Karte)                                            | Um 1930 | Charakteristische traditionalistische Holzarchitektur, in allen Details original erhalten, baugeschichtlich von Bedeutung | 09204824 |
| Weitere Bilder                          | Gedenkstein für Theodor Körner (Körnerhöhe) | Schindlerweg 23 (bei) (Karte)                                         | 1913 | Metallplatte mit Porträt des Dichters und Inschrift, gesetzt vom Erzgebirgsverein Harthau, personengeschichtlich von Bedeutung | 09203924 |
|                                         | Eisenbahntunnel mit angrenzenden Böschungsmauern | Stöcklstraße (Karte)                                                  | 1894/1895 | Durchstich der Bahnstrecke Zwönitz–Chemnitz Süd (Würschnitztalbahn) unter dem Harthauer Kirchberg, einziger Eisenbahntunnel auf Stadtgebiet, zwei elliptisch gerundete, von bossiertem Porphyr gerahmte Tunnelportale, von eisenbahngeschichtlicher, baugeschichtlicher und ortsgeschichtlicher Bedeutung | 09204815 |
| Weitere Bilder                          | Schule (Kleine Schule Harthau) | Stöcklstraße 2 (Karte)                                                | 1890/1891 | Qualitätvoller gründerzeitlicher Schulbau mit differenzierter Fassadengestaltung in Sandstein und rotem Ziegelverblender, zweiter Schulbau in Harthau, ortshistorisch und baugeschichtlich von Bedeutung | 09204813 |
| Weitere Bilder                          | Schule (Große Schule Harthau) | Stöcklstraße 4 (Karte)                                                | Bezeichnet mit 1900 | Repräsentativer, ortsbildprägender, gründerzeitlicher Schulbau mit mehrfarbiger Fassadengestaltung, dritter Schulbau in Harthau, ortsgeschichtlich und baugeschichtlich von Bedeutung | 09204812 |
| Weitere Bilder                          | Pfarrhaus mit Garten | Stöcklstraße 6 (Karte)                                                | Bezeichnet mit 1895 | Anspruchsvoll gestalteter, gründerzeitlicher Wohnbau mit markanten Werksteindetails in sehr gutem Erhaltungszustand, ortsgeschichtlich und baugeschichtlich von Bedeutung | 09204814 |
| Weitere Bilder                          | Altes Gemeinde- und Pfarrhaus, erste Schule von Harthau (Kirchschule)                                                                                                 | Stöcklstraße 8 (Karte)                                                | 1861 | Mächtiger, ortsbildprägender, frühgründerzeitlicher Bau, symmetrische Fassadengliederung mit markanter Mittenbetonung durch Drillings-Rundbogenfenster, erste Schule in Harthau, ortsgeschichtlich von Bedeutung | 09204816 |
|                                         | Wohnhaus | Stöcklstraße 10 (Karte)                                               | Nachträglich bezeichnet mit 1840                                                                                                 | Einfacher ländlicher Wohnbau mit sichtbarer, im Ortsbild wirksamer Fachwerkkonstruktion im Obergeschoss, baugeschichtlich von Bedeutung | 09204817 |
| Weitere Bilder                          | Wohnhaus mit Stützmauer des Grundstücks | Stöcklstraße 32 (Karte)                                               | Bezeichnet mit 1848 | Typisches ländliches Wohnhaus mit ortsbildprägendem Schopfwalmdach und unter Putz erhaltener Fachwerkkonstruktion im Obergeschoss, straßenbildprägende Stützmauern in Bruchstein, baugeschichtlich von Bedeutung | 09204876 |

## Ehemalige Denkmäler
| Bild                                    | Bezeichnung                             | Lage                                    | Datierung           | Beschreibung | ID       |
| --------------------------------------- | --------------------------------------- | --------------------------------------- | ------------------- | --- | -------- |
| Weitere Bilder                          | Wohnanlage und Garten Am Hahnberg       | Am Hahnberg 2, 3, 4, 5, 7, 9 (Karte)    |                     | Erhalten, Streichung aus der Denkmalliste 2010 |          |
| Direkt Bild zu diesem Denkmal hochladen | Gießereihalle der Richterschen Gießerei | Annaberger Straße 346 (Karte)           | 1872                | Bis zum Abriss eine der ältesten noch vorhandenen Industriehallen der Stadt. Charakteristische Mischkonstruktion aus Eisen und Holz, weitestgehend original erhalten, Reste der technischen Ausstattung (Kran, zwei Schmelzöfen).                              | 09204848 |
| Direkt Bild zu diesem Denkmal hochladen | Wohnhaus                                | Annaberger Straße 364 (Karte)           |                     | Abgerissen vor 2001, Streichung aus der Denkmalliste vor 2010 |          |
| Weitere Bilder                          | Wohnhaus, frei stehend                  | Annaberger Straße 431 (Karte)           | Um 1861             | Stattlicher Mauerwerksbau mit mächtigem Schopfwalmdach und feinen Porphyrdetails, im klassizistischen Stil, baugeschichtlich von Bedeutung. Das Gebäude diente ab 1875 als Wohnhaus der Eisengießerei Steiner. Von der Stadt Chemnitz im März 2017 abgerissen. | 09204827 |
| Direkt Bild zu diesem Denkmal hochladen | Mietshaus in offener Bebauung           | Harthauer Straße 44 (Karte)             | Bezeichnet mit 1897 | Qualitätvoller gründerzeitlicher Mietsbau mit reichem Bauschmuck und charakteristischem Zwerchhaus, baugeschichtlich von Bedeutung. Abgerissen 2012. | 09204837 |
| Direkt Bild zu diesem Denkmal hochladen | Transformatorenhäuschen                 | Klaffenbacher Straße 48 (neben) (Karte) |                     | Abgerissen zwischen 2001 und 2006, Streichung aus der Denkmalliste vor 2010 |          |
| Direkt Bild zu diesem Denkmal hochladen | Spinnmeister-Wohnhaus                   | Spinnereiweg 4 (Karte)                  |                     | Zwischen 2006 und 2009 verfallen, Streichung aus der Denkmalliste vor 2010 | 09204885 |

## Tabellenlegende
- Bild: Bild des Kulturdenkmals, ggf. zusätzlich mit einem Link zu weiteren Fotos des Kulturdenkmals im Medienarchiv Wikimedia Commons. Wenn man auf das Kamerasymbol klickt, können Fotos zu Kulturdenkmalen aus dieser Liste hochgeladen werden:
- Bezeichnung: Denkmalgeschützte Objekte und ggf. Bauwerksname des Kulturdenkmals
- Lage: Straßenname und Hausnummer oder Flurstücknummer des Kulturdenkmals. Die Grundsortierung der Liste erfolgt nach dieser Adresse. Der Link (Karte) führt zu verschiedenen Kartendiensten mit der Position des Kulturdenkmals. Fehlt dieser Link, wurden die Koordinaten noch nicht eingetragen. Sind diese bekannt, können sie über ein Tool mit einer Kartenansicht einfach nachgetragen werden. In dieser Kartenansicht sind Kulturdenkmale ohne Koordinaten mit einem roten bzw. orangen Marker dargestellt und können durch Verschieben auf die richtige Position in der Karte mit Koordinaten versehen werden. Kulturdenkmale ohne Bild sind an einem blauen bzw. roten Marker erkennbar.
- Datierung: Baubeginn, Fertigstellung, Datum der Erstnennung oder grobe zeitliche Einordnung entsprechend des Eintrags in der sächsischen Denkmaldatenbank
- Beschreibung: Kurzcharakteristik des Kulturdenkmals entsprechend des Eintrags in der sächsischen Denkmaldatenbank, ggf. ergänzt durch die dort nur selten veröffentlichten Erfassungstexte oder zusätzliche Informationen
- ID: Vom Landesamt für Denkmalpflege Sachsen vergebene, das Kulturdenkmal eindeutig identifizierende Objekt-Nummer. Der Link führt zum PDF-Denkmaldokument des Landesamtes für Denkmalpflege Sachsen. Bei ehemaligen Kulturdenkmalen können die Objektnummern unbekannt sein und deshalb fehlen bzw. die Links von aus der Datenbank entfernten Objektnummern ins Leere führen. Ein ggf. vorhandenes Icon  führt zu den Angaben des Kulturdenkmals bei Wikidata.